# رجل مجوف
رجل مجوف (بالإنجليزية: Hollow Man)‏ هو فيلم رعب خيال علمي أمريكي - ألماني من إخراج بول فيرهويفن وتأليف أندرو دبليو. مارلو وبطولة إليزابيث شو، كيفين بيكن، جوش برولين، كيم ديكينز، غريغ غرونبرغ ووليام ديفين. صدر الفيلم في 4 أغسطس 2000.

## وصلات خارجية
- رجل مجوف على موقع IMDb (الإنجليزية)
- رجل مجوف على موقع ميتاكريتيك (الإنجليزية)
- رجل مجوف على موقع روتن توميتوز (الإنجليزية)
- رجل مجوف على موقع نتفليكس (الإنجليزية)
- رجل مجوف على موقع ألو سيني (الفرنسية)
- رجل مجوف على موقع Turner Classic Movies (الإنجليزية)
- رجل مجوف على موقع أول موفي (الإنجليزية)
- رجل مجوف على موقع بوكس أوفيس موجو (الإنجليزية)
- رجل مجوف على موقع فيلمافينيتي (الإسبانية)
- رجل مجوف على موقع قاعدة بيانات الأفلام السويدية (السويدية)